# Itzehoe Eagles
Itzehoe Eagles ist ein Basketball-Verein aus Itzehoe mit angeschlossener Tanz-Abteilung für Cheerleading. Der Verein gründete sich aus der Basketballabteilung des Sport-Club Itzehoe, wobei die gesamte Abteilung, darunter die professionelle Herrenmannschaft, übernommen wurde. Die vorher bereits als Eagles firmierende Herrenmannschaft spielte 2021/22 in der zweithöchsten deutschen Spielklasse 2. Bundesliga ProA und seitdem wieder in der 2. Bundesliga ProB, in der man zuvor schon zwischen 2014 und 2021 vertreten war.

## Geschichte
Die Führungsspitze Volker Hambrock, Roger Nagel und Thomas Sindelar gab für den Itzehoer Männerbasketball das Ziel aus, diesen in die 1. Regionalliga zu führen. Unter Nagel als Trainer stieg die Mannschaft in die 2. Regionalliga auf. Der zu Jahresbeginn 2024 verstorbene Nagel erdachte auch den Mannschaftsspitznamen Eagles.

### 2006: Aufstieg in die 1. Regionalliga
Als MTV Itzehoe wurde die erste Herrenmannschaft in der Saison 2003/04, zu deren Aufgebot in diesem Spieljahr zeitweise die US-Amerikaner Paul Howard und LeVar Milan gehörten, Neunter der 2. Regionalliga Nord. 2006 gewann der MTV unter der Leitung von Trainer Paul Larysz den Meistertitel in der 2. Regionalliga Nord und stieg somit in die damals noch dritthöchste deutsche Spielklasse Regionalliga Nord auf. Zu den Leistungsträgern der Meistermannschaft gehörten insbesondere die drei US-Amerikaner GJ Macon, Antwon Brown und Bryan McCullough.
In der 1. Regionalliga landete die Mannschaft in ihren ersten drei Jahren jeweils im Mittelfeld, in der Saison 2009/10 gehörte sie dann zur Spitzengruppe und wurde Dritter. Großen Anteil am Erreichen der bis dahin besten Platzierung seit dem Aufstieg hatte der US-Amerikaner Kejuan Johnson, der für die Itzehoer 29,2 Punkte je Begegnung erzielte und vom Fachorgan eurobasket.com als Spieler des Jahres der Saison 09/10 in der 1. Regionalliga Nord ausgezeichnet wurde. Es folgten weitere Platzierungen unter den ersten drei Mannschaften (2010/11: Dritter, 2011/12: Zweiter). Wie in den Vorjahren hatte Itzehoe dabei die Hilfe von nordamerikanischen Profispielern erhalten: 2010/11 führte der Kanadier Tut Ruach im Aufbau Regie und überzeugte ebenso mit guten statistischen Werten wie der US-Amerikaner Martinis Woody, der unter dem Korb spielte. In der Saison 2011/12 wurde die Mannschaft vom US-Amerikaner Tyrone Lewis angeführt, der mit 26,1 Punkten je Spiel bester Korbschütze der 1. Regionalliga Nord war. Im Oktober 2010 wurde der Übertritt des MTV in den ETSV Gut Heil Itzehoe beschlossen, anschließend änderte Gut Heil seinen Vereinsnamen in Sport-Club Itzehoe. Diese Fusion war im Juni 2011 offiziell abgeschlossen, sodass die Itzehoer Basketballer ab der Saison 2011/12 unter dem Namen SC Itzehoe antraten.

### 2014: Sprung in die ProB, Ende der Ära Larysz
Nachdem die Itzehoer 2012/13 wieder ins Mittelfeld der 1. Regionalliga abgerutscht waren, kam vor der Saison 2013/14 mit dem US-Amerikaner Everage Richardson ein insbesondere für seine Offensivkraft bekannter Spieler, der zuvor beim Ligakonkurrenten Bodfeld einen Punkteschnitt von 33 verbucht hatte. Auch dank dieser Verstärkung wurden die Itzehoer wie bereits 2012 Regionalliga-Vizemeister, verpassten damit erneut knapp das sportliche Aufstiegsrecht in die nationale Spielklasse 2. Bundesliga ProB. Da aber der UBC Hannover den Rückzug in die Regionalliga Nord anstrebte, ergab sich die Möglichkeit eines Spielrechtstausch, dem von der zuständigen 2. Basketball-Bundesliga zugestimmt wurde. In der Sommerpause 2014 gab Thomas Sindelar sein Amt als Obmann der Itzehoer ab, nachdem er dieses in den vorherigen 15 Jahren bekleidet und damit die Entwicklung der Leistungsmannschaft geprägt hatte, unter Nagel Co-Trainer und zuvor Spieler gewesen war. Sein Nachfolger wurde Stefan Flocken. In der ProB-Saison 2014/15 trennte sich der Verein im März 2015 kurz vor dem Beginn der Abstiegsrunde nach fast zehn Jahren von Trainer Larysz. Spieler Yannick Evans und Jugendtrainer Levi Levine führten die Mannschaft anschließend zum Verbleib in der 2. Bundesliga ProB.
2015 löste sich die Basketball-Sparte vom SC Itzehoe, es wurde der Itzehoe Eagles e. V. gegründet (Gründungsversammlung am 16. März 2015). Erster Vorsitzender des neuen Vereins wurde Volker Hambrock.

### 2015: Pat Elzie kommt
Im Mai 2015 wurde Pat Elzie als Cheftrainer verpflichtet, unter dessen Leitung in der Saison 2015/16 erstmals die Qualifikation für die Play-offs um den Aufstieg in die nächsthöhere Spielklasse 2. Bundesliga ProA erreicht wurde. Im Februar 2017 wurde zwecks Nachwuchsförderung eine Jugendakademie gegründet, die in einem eigenen Verein organisiert wurde. Die sportliche Leitung der Akademie übernahm der frühere Bundesliga-Spieler Flavio Stückemann.
Im Spieljahr 2017/18 erreichten die Itzehoer die Meisterrunde der ProB, schieden dort aber mit 0:2-Siegen in der ersten Runde gegen Elchingen, den Ersten der Südstaffel, aus. Die U19-Mannschaft schaffte im Juni 2018 den Sprung in die Nachwuchs-Basketball-Bundesliga (NBBL). Bereits im Spieljahr 2009/10 war Itzehoe in der NBBL vertreten, damals unter dem Dach des MTV.
In der Saison 2018/19 kam Itzehoe ins Achtelfinale der 2. Bundesliga ProB und verlor gegen Gießen II.

### Entwicklung zur ProB-Spitzenmannschaft und ProA-Aufstieg
Die Punktrunde des Spieljahres 2019/20 schloss die Mannschaft unter Trainer Elzies Leitung als Meister der Nordstaffel ab. Das wurde als der größte Erfolg der bisherigen Vereinsgeschichte eingestuft. Da die Saison am 17. März 2020 aufgrund der Ausbreitung des Coronavirus SARS-CoV-2 vorzeitig abgebrochen wurde, bevor die Meisterrunde begonnen wurde, erhielt Itzehoe als Tabellenerster der Punktrunde das sportliche Aufstiegsrecht in die 2. Bundesliga ProA zugesprochen. Überragender Itzehoer Mann des Spieljahres 2019/20 war der US-Amerikaner Chris Hooper: Der Flügelspieler erzielte im Verlauf der verkürzten Saison 2019/20 im Schnitt 19,5 Punkte, 10,3 Rebounds sowie 3,7 Korbvorlagen je Begegnung. Auch der Kroate Marko Bokšić (12,8 Punkte/Spiel), Spielmacher Flavio Stückemann (9,4 Punkte und 4,7 Korbvorlagen/Spiel), der Niederländer Chaed Wellian (8,7 Punkte/Spiel), Johannes Konradt (8,6 Punkte/Spiel) und Stefan Schmidt (8,5 Punkte/Spiel) zählten zu den Leistungsträgern der Mannschaft. Elzie wurde von der Liga als bester ProB-Trainer der Saison und Hooper als bester Spieler der Saison ausgezeichnet. Der Verein entschloss sich, in Hinblick auf die Saison 2020/21 Lizenzanträge sowohl für die 2. Bundesliga ProA als auch die 2. Bundesliga ProB zu stellen. Als große Herausforderungen für einen möglichen ProA-Aufstieg wurden von den Itzehoern neben dem wirtschaftlichen Gesichtspunkt (Aufstellung des benötigten Mannschaftshaushalts) auch die Hallenfrage mit dem geforderten Mindestfassungsvermögen von 1500 Sitzplätzen genannt. Ende Mai 2020 gab die Vereinsführung den Rückzug des Lizenzantrags für die ProA bekannt, was insbesondere daran lag, dass keine für die ProA geeignete Heimspielstätte gefunden beziehungsweise eine bestehende Halle entsprechend hergerichtet werden konnte. Im Sommer 2020 gab der Verein das Ziel aus, mittelfristig in die 2. Bundesliga ProA aufsteigen zu wollen und positionierte sich als Fürsprecher eines Großbauvorhabens in Itzehoe samt Errichtung einer Veranstaltungshalle, welche den Anforderungen der zweithöchsten deutschen Spielklasse entsprechen würde.
Im Spieljahr 2020/21 zog die Mannschaft in die ProB-Endspiele ein, die aufgrund der Saisonverzögerung, die die fortgesetzte Coronavirus-Pandemie herbeigeführt hatte, jedoch nicht ausgetragen wurden. Mit dem Finaleinzug erwarben die Itzehoer wie im Vorjahr das Aufstiegsrecht in die 2. Bundesliga ProA, allerdings verfügte die Stadt Itzehoe nach wie vor nicht über eine Halle, die den Anforderungen der zweithöchsten deutschen Spielklasse entsprach. Wie in der vorangegangenen Saison war der US-Amerikaner Hooper bester Itzehoer Korbschütze und Rebounder (19,1 Punkte, 10,5 Rebounds/Spiel). Zweitbester Spieler der Mannschaft in beiden statistischen Wertungen war Yasin Kolo (15,5 Punkte, 8 Rebounds/Spiel).

### 2021/22: ProA-Teilnahme
Die Vereinsleitung entschied, das Aufstiegsrecht wahrzunehmen und einen Lizenzantrag für die Saison 2021/22 in der 2. Bundesliga ProA zu stellen. Als Heimspielstätte wurde die Sporthalle in Brokdorf (1560 Plätze) ausgesucht, nachdem unter anderem auch Hallen in Neumünster und Hamburg in Betracht gezogen worden waren. Für die Herrichtung der Halle gemäß Ligaanforderungen wurden unter anderem fahrbare Korbanlagen, eine Anzeigetafel, eine Angriffszeitanzeige und LED-Banden angeschafft. Anfang Juli 2021 wurde der Mannschaft das Teilnahmerecht für die ProA erteilt. Mit Hooper, Kolo und Bokšić wurden im Sommer 2021 die drei besten Korbschützen der Vorsaison weiterverpflichtet. Im Oktober 2021 wurde die Gründung einer Betreibergesellschaft eingeleitet, um dieser den Spielbetrieb der Profimannschaft zu übergeben. Geschäftsführer der GmbH wurde Jakob Kunert.
Die Itzehoer begannen die Saison 2021/22 in der zweithöchsten deutschen Spielklasse mit zwei Auswärtssiegen gegen Ehingen/Urspring und Quakenbrück, die folgenden elf Begegnungen gingen verloren. Die Mannschaft rutschte auf einen Abstiegsrang, ehe kurz vor Weihnachten 2021 der erste Heimsieg gelang. Hernach kam es wieder zu einer Niederlagenserie, die auch durch mehrere Spielerwechsel während des Saisonverlaufs nicht aufgehalten werden konnte. Nach einer 61:104-Niederlage in Tübingen im März 2022 stand der ProA-Abstieg fest. Der Gesamtstand der Itzehoer nach der Saison 2021/22 lautete: Vier Siege, 28 Niederlagen, vorletzter Tabellenrang. Bester Korbschütze der Mannschaft war im Zweitligajahr wieder Chris Hooper (15,8 Punkte/Spiel), gefolgt von Petar Aranitović (14,3 Punkte/Spiel) sowie Filmore Beck (13,5 Punkte/Spiel). Elzie gab unmittelbar nach dem letzten Saisonspiel im April 2022 seinen Rücktritt als Trainer der Mannschaft bekannt.

### Seit 2022
Neuer Itzehoer Trainer und Elzie-Nachfolger wurde dessen vorheriger Assistent Timo Völkerink. Zur Saison 2022/23 kehrte die Mannschaft in die Heimspielstätte Sporthalle am Lehmwohld zurück. Das ProB-Achtelfinale gewann die Mannschaft im April 2023 kampflos, da Gegner Hanau kurz zuvor die Lizenz entzogen worden war. Im Viertelfinale schied man gegen Wolmirstedt aus, im dritten und entscheidenden Spiel unterlagen die Holsteiner 82:83. Anfang Mai 2023 stand die Zukunft des Leistungsbasketballs in Itzehoe in Frage. Laut dem Vorstandsvorsitzenden Hambrock wirkte die ProA-Saison 2021/22 nach, die den Verein „stark belastet“ habe, des Weiteren fielen Werbeeinnahmen „in beträchtlicher Höhe“ weg. Der Vorstand kündigte an, die Stelle des scheidenden GmbH-Geschäftsführers Kunert nicht erneut mit einer hauptamtlichen Kraft zu besetzen. Hambrock trat zusätzlich zu seinem Amt als Vorstandsvorsitzender die Leitung der GmbH an.
Im Spieljahr 2023/24 wurde der Klassenerhalt in der 2. Bundesliga ProB knapp erreicht. Kurz nach dem Saisonende verkündeten die Itzehoer einen Trainerwechsel: Flavio Stückemann ersetzte Timo Völkering. Nachdem die Mannschaft unter Stückemanns Leitung die ersten sechs Spiele der Saison 2024/25 verloren hatte, kam Völkering wieder ins Amt, der das Spieljahr als Stückemanns Assistent begonnen hatte. Erst nach einem Sieg am letzten Spieltag der Hauptrunde stand Mitte April 2025 der Klassenerhalt fest.
In der Sommerpause 2025 holte Itzehoe mit Lucien Schmikale und dem US-Amerikaner Trey McBride zwei Spieler zurück, die bereits in der Vergangenheit Leistungsträger der Mannschaft gewesen waren.

## Bekannte ehemalige Spieler
- Petar Aranitović
- Filmore Beck
- Courtney Belger
- Marko Bokšić
- Adrian Breitlauch
- Robert Daugs
- Martin Duggen
- Demekssa Duresso
- Yannick Evans
- Frederik Henningsen
- Chris Hooper
- Johannes Konradt
- Kejuan Johnson
- Tyrone Lewis
- Adam Paige
- Kaimyn Pruitt
- Everage Richardson
- Stefan Schmidt
- Flavio Stückemann
- Lars Wendt
- Ole Wendt
- Jonathon Williams

## Trainer
| Amtszeit        | Trainer                     |
| --------------- | --------------------------- |
| bis 2002        | Roger Nagel                 |
| 2002–2005       | Alexander Biller            |
| 2005–03/2015    | Paul Larysz                 |
| 03/2015–04/2015 | Levi Levine / Yannick Evans |
| 2015–2022       | Pat Elzie                   |
| 2022–2024       | Timo Völkerink              |
| 2024            | Flavio Stückemann           |
| seit 11/2024    | Timo Völkerink              |

## Kader
| Spieler | Spieler            | Spieler                | Spieler    | Spieler | Spieler | Spieler              |
| Nr.     | Nat.               | Name                   | Geburt     | Größe   | Info    | Letzter Verein       |
| ------- | ------------------ | ---------------------- | ---------- | ------- | ------- | -------------------- |
|         |                    | Guards (PG, SG)        |            |         |         |                      |
| 7       | Deutschland        | Adrian Breitlauch      | 14.09.1993 | 1,93 m  |         |                      |
| 8       | Deutschland        | Patrick Wischnewski    | 17.03.1987 | 1,91 m  |         |                      |
| 10      | Deutschland        | Arved Schmidt          | 29.07.1997 | 1,80 m  | DL      |                      |
| 21      | Deutschland        | Leon Hutter            | 13.07.1999 | 1,85 m  | DL      |                      |
| 22      | /                  | Konstantin Karamatskos | 14.01.1986 | 1,93 m  | (C)     |                      |
| 25      | Deutschland        | Nick Tienarend         | 29.10.1993 | 1,81 m  |         |                      |
| 30      | Deutschland        | Flavio Stückemann      | 03.04.1985 | 1,88 m  |         | Eisbären Bremerhaven |
| 32      | Vereinigte Staaten | Courtney Belger        | 17.07.1989 | 1,87 m  |         | TV Ibbenbüren        |
|         |                    | Forwards (SF, PF)      |            |         |         |                      |
| 1       | Vereinigte Staaten | Lester Ferguson        | 15.02.1988 | 2,08 m  |         | vereinslos           |
| 4       | Vereinigte Staaten | Turrell Morris         | 06.05.1988 | 2,01 m  |         | vereinslos           |
| 5       | Vereinigte Staaten | Levi Levine            | 25.11.1982 | 1,98 m  |         |                      |
| 9       | Deutschland        | Johannes Konradt       | 14.02.1995 | 1,99 m  | DL      |                      |
| 11      | Deutschland        | Jonas Böhm             | 17.04.1997 | 1,98 m  | DL      |                      |
| 12      | Deutschland        | Yannick Evans          | 02.05.1986 | 2,02 m  |         |                      |
| 14      | Deutschland        | Alexander Witte        | 03.04.1990 | 2,05 m  |         | BTB Royals Oldenburg |
|         |                    | Center (C)             |            |         |         |                      |
| 6       | Vereinigte Staaten | Stephen M. Shepherd    | 09.04.1992 | 2,10 m  |         | vereinslos           |
| 15      | Deutschland        | Lars Kröger            | 13.01.1991 | 2,11 m  |         |                      |

| Trainer     | Trainer        | Trainer     |
| Nat.        | Name           | Position    |
| ----------- | -------------- | ----------- |
| /           | Patrick Elzie  | Cheftrainer |
| Deutschland | Stefan Flocken | Teammanager |

| Legende          | Legende             |
| Abk.             | Bedeutung           |
| ---------------- | ------------------- |
| (C)              | Mannschaftskapitän  |
| DL               | Doppellizenzspieler |
| Quellen          |                     |
| Teamhomepage     |                     |
| Ligahomepage     |                     |
| Stand: März 2016 |                     |

| Legende          | Legende             |
| Abk.             | Bedeutung           |
| ---------------- | ------------------- |
| (C)              | Mannschaftskapitän  |
| DL               | Doppellizenzspieler |
| Quellen          |                     |
| Teamhomepage     |                     |
| Ligahomepage     |                     |
| Stand: März 2016 |                     |